# لورينزو فيليبيني
لورينزو فيليبيني (بالإيطالية: Lorenzo Filippini)‏ (28 يوليو 1995 بروما في إيطاليا - ) هو لاعب كرة قدم إيطالي في مركز الدفاع. شارك مع منتخب إيطاليا تحت 19 سنة لكرة القدم. أما مع النوادي، فقد لعب مع نادي باري ونادي برو فيرتشيلي ونادي كروتوني ونادي لاتسيو.

## وصلات خارجية
- لورينزو فيليبيني على موقع قاعدة بيانات كرة القدم.إي يو (الإنجليزية)
- لورينزو فيليبيني على موقع Soccerway.com (الإنجليزية)
- لورينزو فيليبيني على موقع AS.com (الإسبانية)